# 교황 알렉산데르 6세
교황 알렉산데르 6세(라틴어: Alexander PP. VI, 이탈리아어: Papa Alessandro VI)는 제214대 교황(재위: 1492년 8월 11일 ~ 1503년 8월 18일)이다. 본명은 로드리고 란조르 보르자 이 보르자(스페인어: Roderic Llançol-Borja i Borja)이다.
르네상스 시대 교황들 가운데 가장 논란의 대상이 되고 있는 교황이다. 전통적으로 호색과 족벌주의, 탐욕 등의 문제로 역사상 최악의 교황으로 손꼽히고 있지만, 이러한 세간의 악평은 대부분 생전에 정적들이었던 이탈리아의 고위 성직자들과 영주들한테서 유래했다는 점을 감안해야 한다. 세간의 악평과는 반대로, 알렉산데르 6세의 후임자들인 교황 식스토 5세와 교황 우르바노 8세는 알렉산데르 6세를 성 베드로 이래 뛰어난 지력을 갖춘 교황들 가운데 한 사람으로 평가하였다. 알렉산데르 6세는 여타 다른 많은 르네상스 시대 교황들 못지않게 영적 지도자보다는 외교관이자 정치가, 행정관으로서 탁월한 능력을 갖춘 것으로 전해진다.

## 출생과 가문
로드리고 보르자는 1431년 1월 1일 오늘날 스페인에 해당하는 아라곤 연합 왕국 발렌시아 인근의 하티바에서 태어났다. 로드리고 보르자의 부친은 호프레 란조르 이 에스크리바(1437년 3월 24일 사망)이며, 모친은 이사벨 데 보르자 이 카바닐루(1468년 10월 19일 사망)이다. 1455년 로드리고는 어머니의 성을 따라서 보르자 가문에 입적되었으며, 뒤이어 외가 쪽 숙부인 알폰소 데 보르자가 교황 갈리스토 3세로 선출되어 즉위하였다.

## 정부와 가족 관계

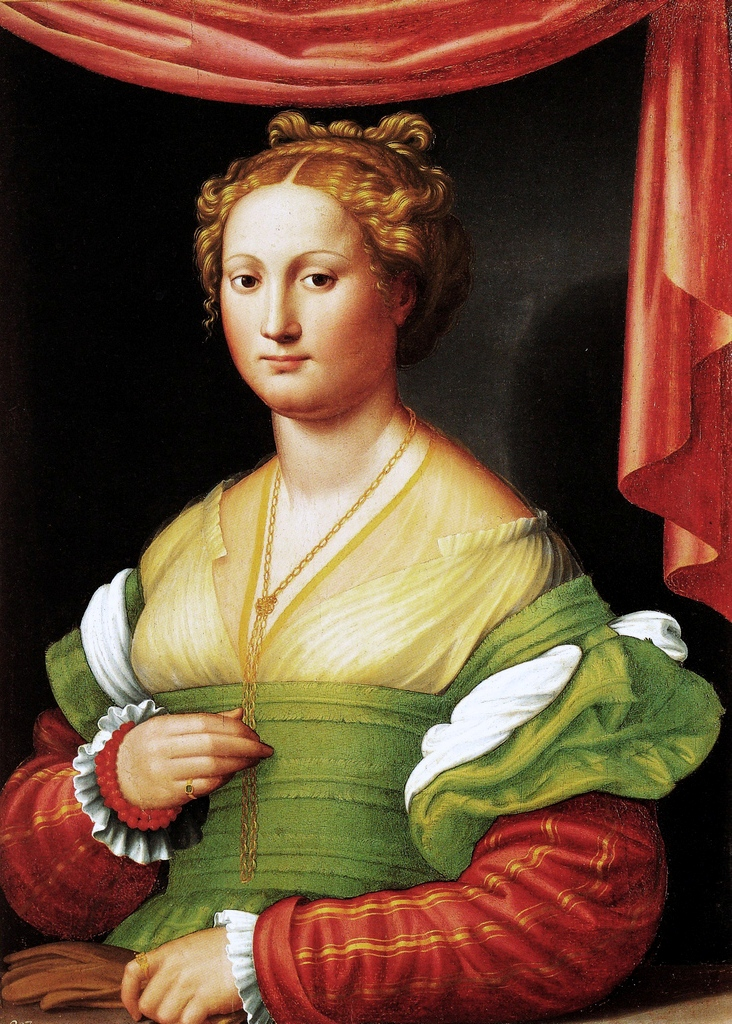
반노차 데이 카타네이. 알렉산데르 6세의 정부 중 한 사람이며, 가타네이 백작 부인이다.
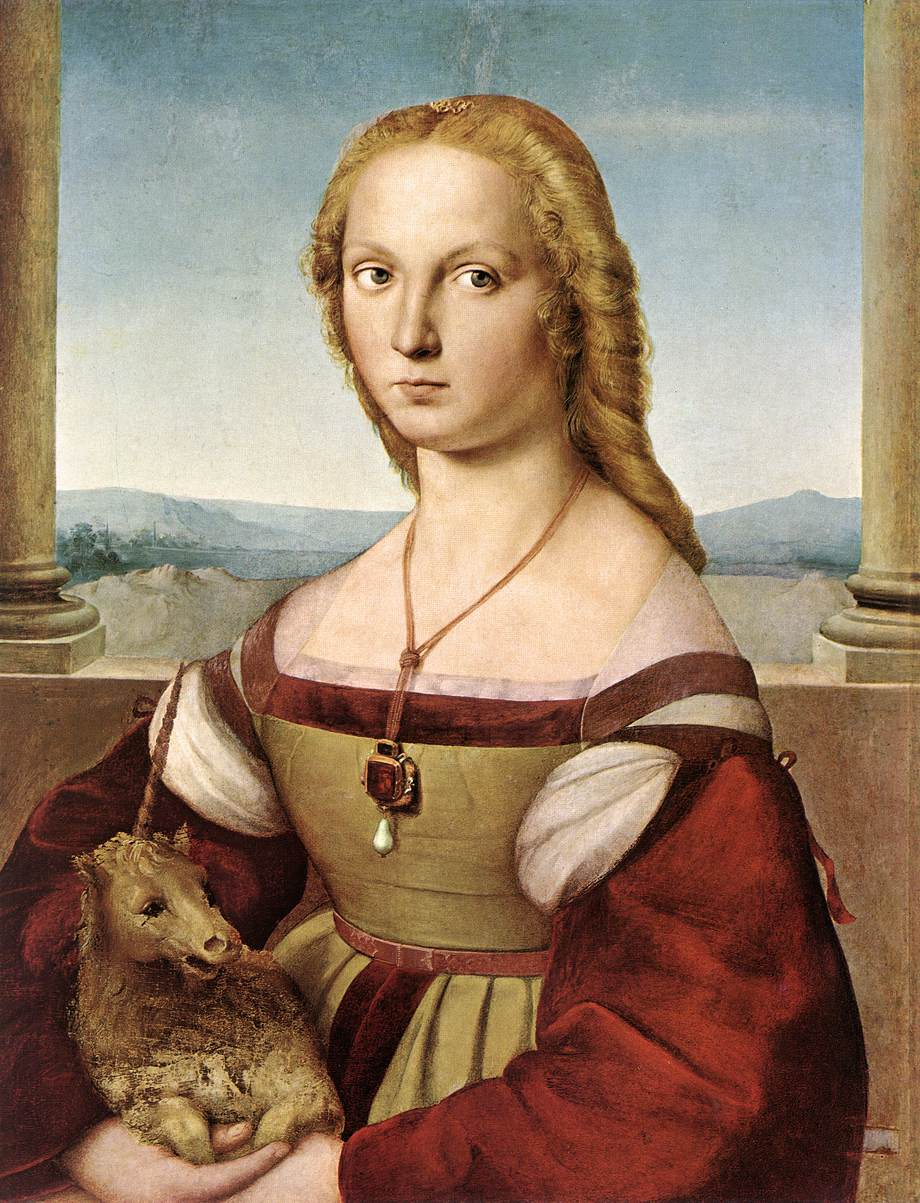
라파엘로의 유니콘과 처녀. 알렉산데르 6세의 정부 중 한 사람인 줄리아 파르네세의 초상화로 추정된다.
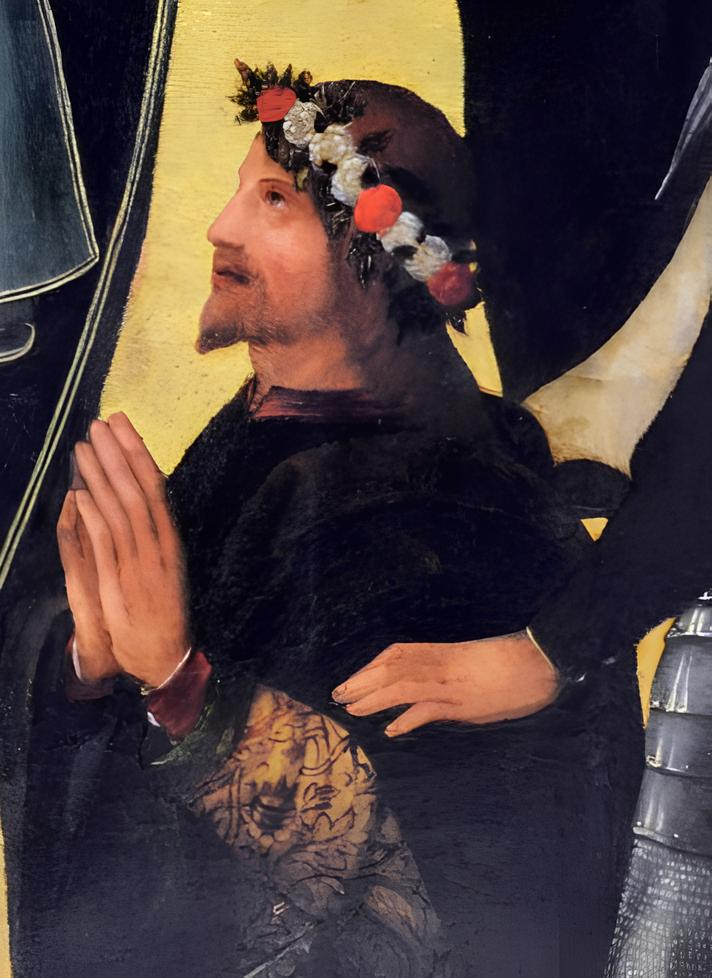
후안 보르자. 알렉산데르 6세와 반노차 사이에서 태어난 사생아로, 제2대 간디아 공작이다.
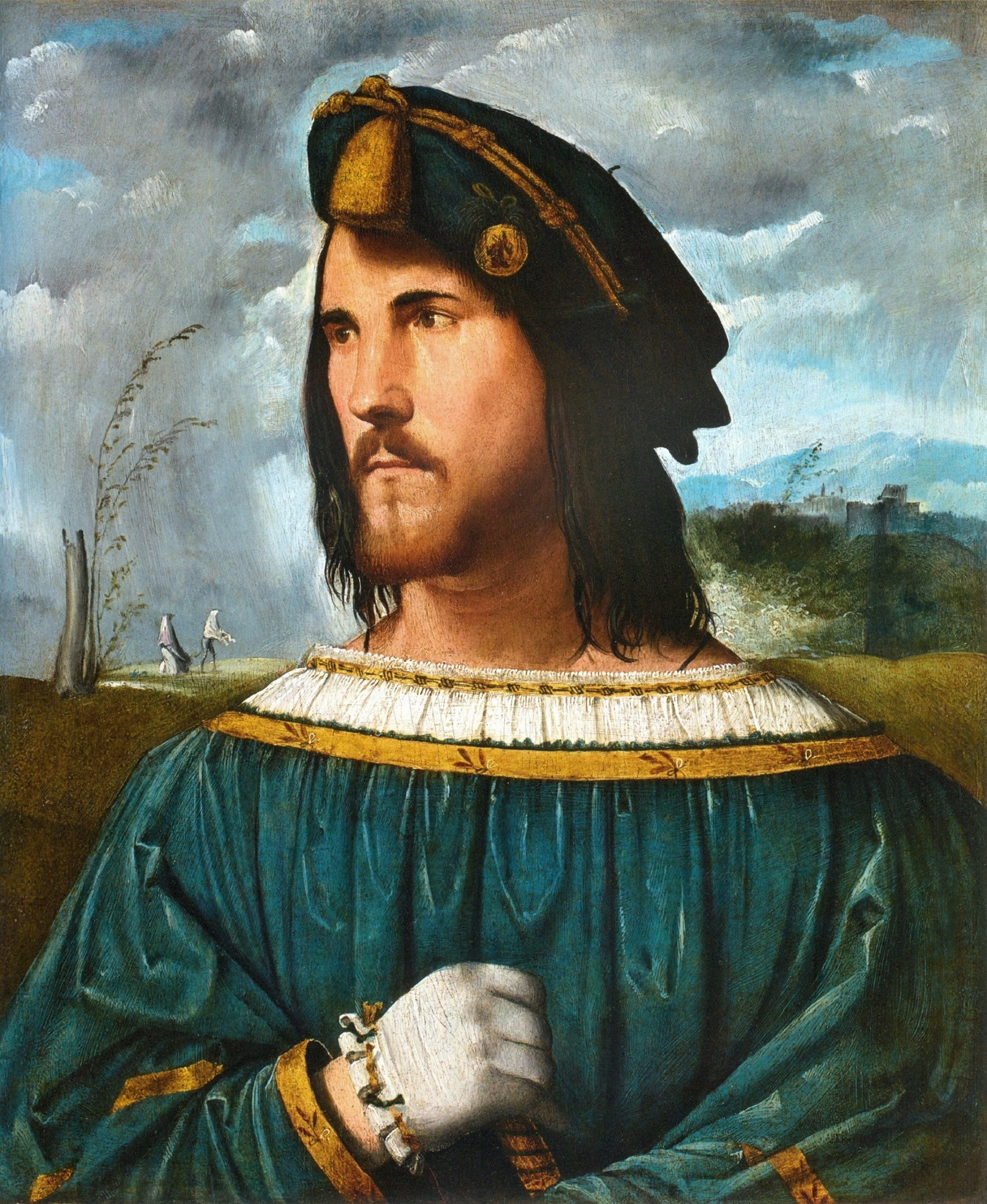
체사레 보르자. 알렉산데르 6세와 반노차 사이에서 태어난 사생아이다.
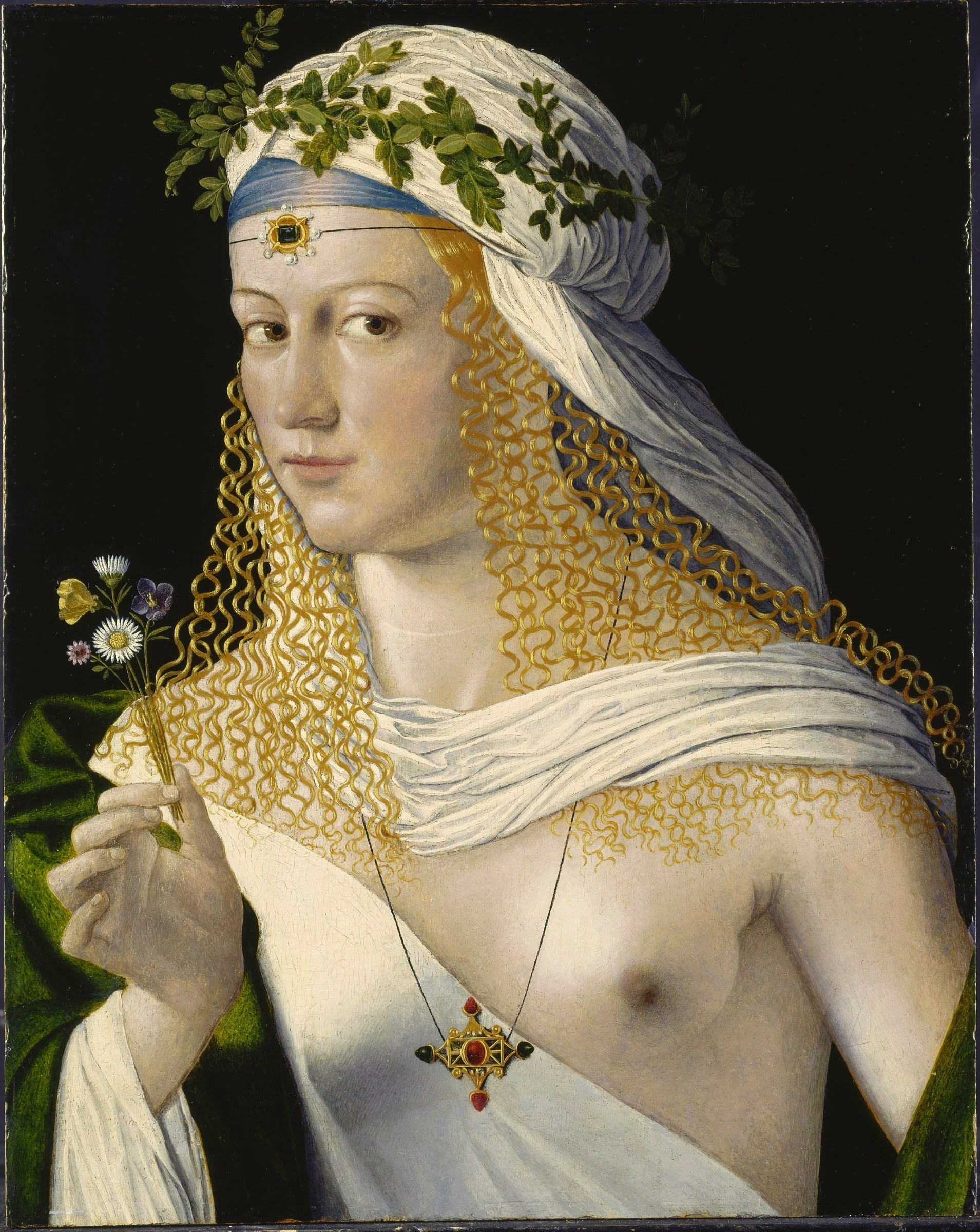
루크레치아 보르자. 알렉산데르 6세와 반노차 사이에서 태어난 사생아이다.
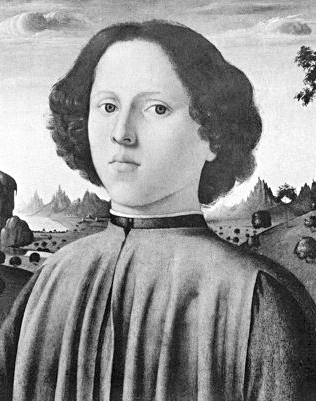
호프레 보르자. 알렉산데르 6세와 반노차 사이에서 태어난 사생아로, 스퀼라체 공작이다.
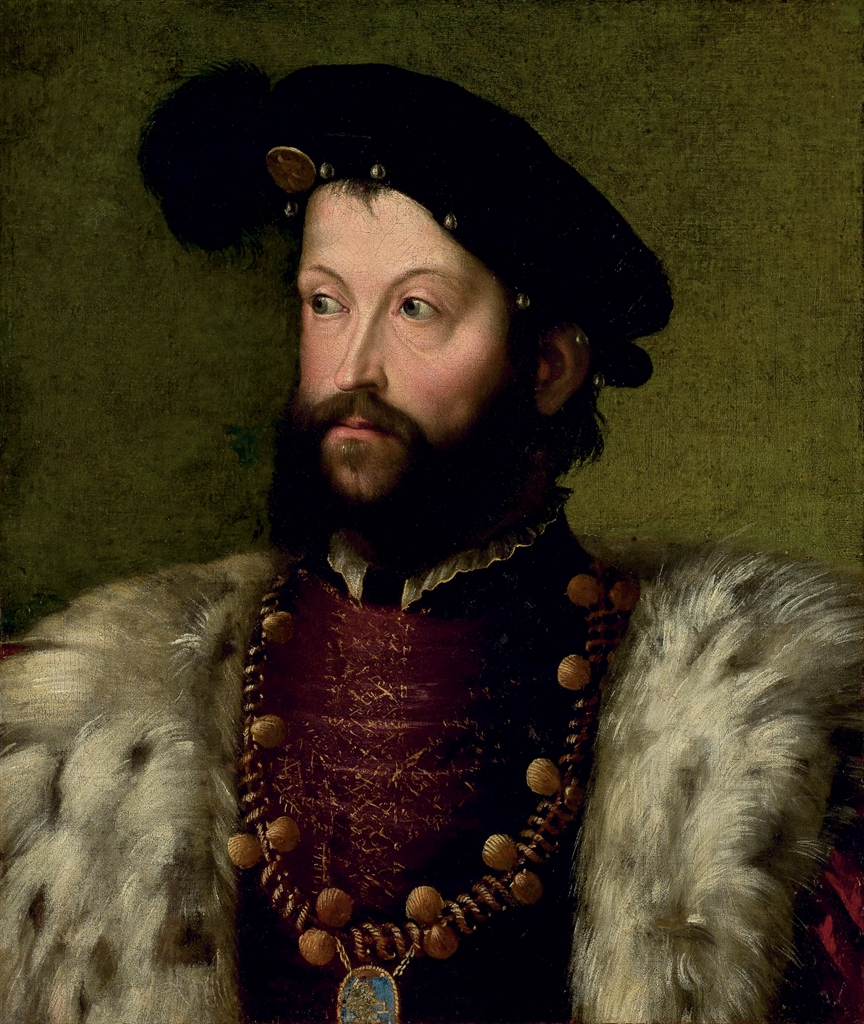
에르콜레 2세 데스테. 알폰소 1세 데스테와 루크레치아 보르자의 아들이다.
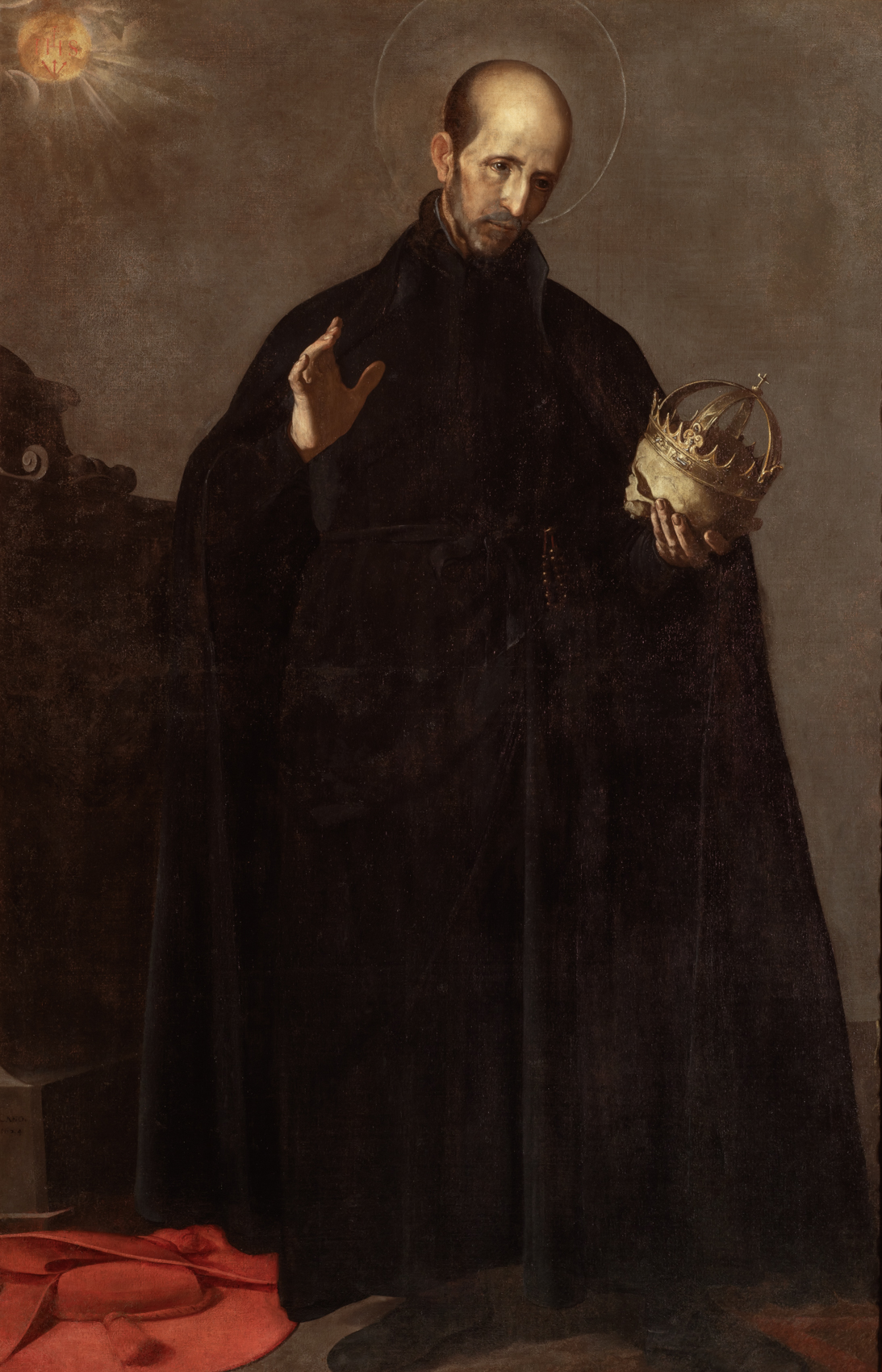
프란치스코 보르자. 알렉산데르 6세의 증손자이자 제4대 간디아 공작이다. 사후 성인으로 시성되었다.

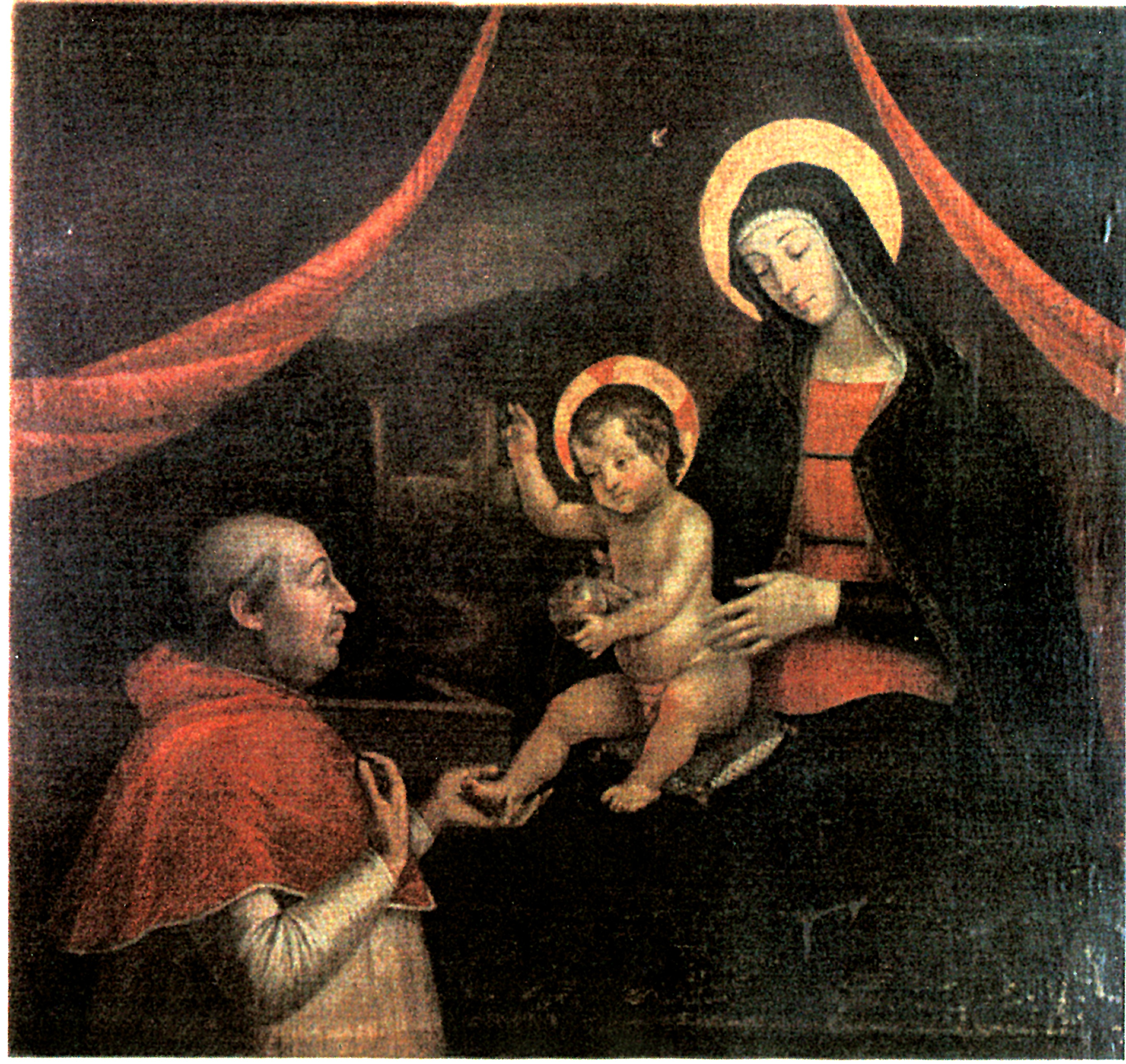
알렉산데르 6세가 성모자 앞에서 무릎을 꿇은 모습을 담은 회화로, 성모 마리아의 모델은 줄리아 파르네세로 알려져 있다.

알렉산데르 6세는 자신의 혈기를 주체하지 못하여 여러 여인과의 사이에서 많은 자녀를 두었다. 알렉산데르 6세의 정부 가운데 가장 관계가 오래 지속된 여인은 1442년에 태어난 반노차 데이 카타네이였다. 반노차 데이 카타네이는 알렉산데르 6세를 만나기 전에 이미 세 번 혼인한 유부녀였다. 두 사람은 1470년에 처음으로 만나 애정 어린 관계가 되었으며, 슬하에 후안 보르자(1474년 출생), 체사레 보르자(1476년 출생), 루크레치아 보르자(1480년 출생), 호프레 보르자(1481년 또는 1482년 출생) 등 총 네 명의 자녀를 두었다. 당시 사람들 사이에서 이들은 알렉산데르 6세의 자녀로 공공연하게 인정받았다. 알렉산데르 6세의 또 다른 자녀로 알려진 지롤라마와 이사벨라, 페드로 루이스 데 보르자의 경우에는 어머니가 누구인지 알려져 있지 않다.
1469년 알렉산데르 6세는 비토리아라는 여인과의 사이에서 베르나르도라는 아들을 두었다. 베르나르도는 알렉산데르 6세의 다른 자녀들과는 달리 잘 알려져 있는 인물이 아니었다. 왜냐하면 당시 추기경이었던 로드리고 보르자는 교황이 되기를 열망했었기 때문에 자신의 부정적인 면을 최대한 감추려고 했기 때문이다. 그 결과, 베르나르도는 다른 형제 자매보다 아버지의 관심을 가장 적게 받았다. 결국 나이를 먹으면서 아버지에게 서운한 감정이 커져가던 베르나르도는 자신의 어머니와 함께 로드리고 보르자의 곁을 떠나버렸다. 어쨌든 알렉산데르 6세는 네 명의 자녀 외에도 알려지지 않은 많은 자녀를 두었던 것이 분명하다. 이처럼 단정치 못한 품행 문제 때문에 교황 비오 2세에게 크게 질책을 받기도 하였다.
교황에 선출되기 전에 반노차에 대한 알렉산데르 6세의 열정은 다소 식었으며, 이후 반노차는 은퇴 생활을 하였다. 그리고 알렉산데르 6세의 사랑은 줄리아 파르네세가 대신 차지하게 되었다. 하지만 이후로도 알렉산데르 6세는 반노차와의 사이에서 낳은 아이들에 대한 사랑을 여전히 간직하였는데, 이는 향후 그의 인생 진로를 결정하는 중요한 요인이 되었다. 교황으로 선출된 후에 알렉산데르 6세는 자신의 자녀들에게 아낌 없이 후원함으로써 온갖 특혜와 영예를 안겨주었으며, 자녀들 모두 지상 최고의 권력을 가진 아버지의 후원 덕분에 높은 직책에 앉거나 유력 가문과 혼인 관계를 맺을 수 있었다. 한편 줄리아 파르네세는 알렉산데르 6세의 정부가 된 후부터 루크레치아 보르자와 같이 생활하였으며, 1492년에는 알렉산데르 6세와의 사이에서 딸 라우라를 낳았다.
알렉산데르 6세는 포르투갈의 주앙 4세의 왕비 루이자 데 구스만의 조상으로서 사실상 남서부 지역에 있는 유럽 왕실들의 선조에 해당한다.

## 교육과 교황청의 등용
로드리고 보르자는 볼로냐 대학에서 교회법을 전공하였는데, 단순한 법학 박사가 아니라 ‘가장 뛰어나고 분별력이 있는 법학자’라는 극찬을 받고 졸업하였다. 그의 외숙부가 교황 갈리스토 3세로 즉위하자, 그는 즉시 부제로 서품받고 이어서 1456년 25세의 나이에 산 니콜라 인 카르체레 성당의 부제급 추기경에 서임되었다. 다음해에 그는 갈리스토 3세에 의해 교황청 상서원장 자리에 오르게 되었다. 1468년 로드리고 보르자는 사제 서품을 받았으며, 1471년에는 주교 서품을 받음과 동시에 알비노의 주교급 추기경에 서임되었다. 그는 교황청에서 근무하는 동안 갈리스토 3세, 비오 2세, 바오로 2세, 식스토 4세, 인노첸시오 8세 등 총 다섯 명의 교황을 보필하였다. 이 시기에 로드리고 보르자는 상당한 수준의 사무 경험을 쌓은 것은 물론 엄청난 부를 축적하였으며, 유력자들과 골고루 인맥을 쌓아 큰 영향력을 행사할 수 있게 되었다. 이는 그때 당시는 물론이고 장차 그의 야심을 이루는 데 매우 유용하게 작용하는 요소들이었다.

## 발렌시아 대교구장

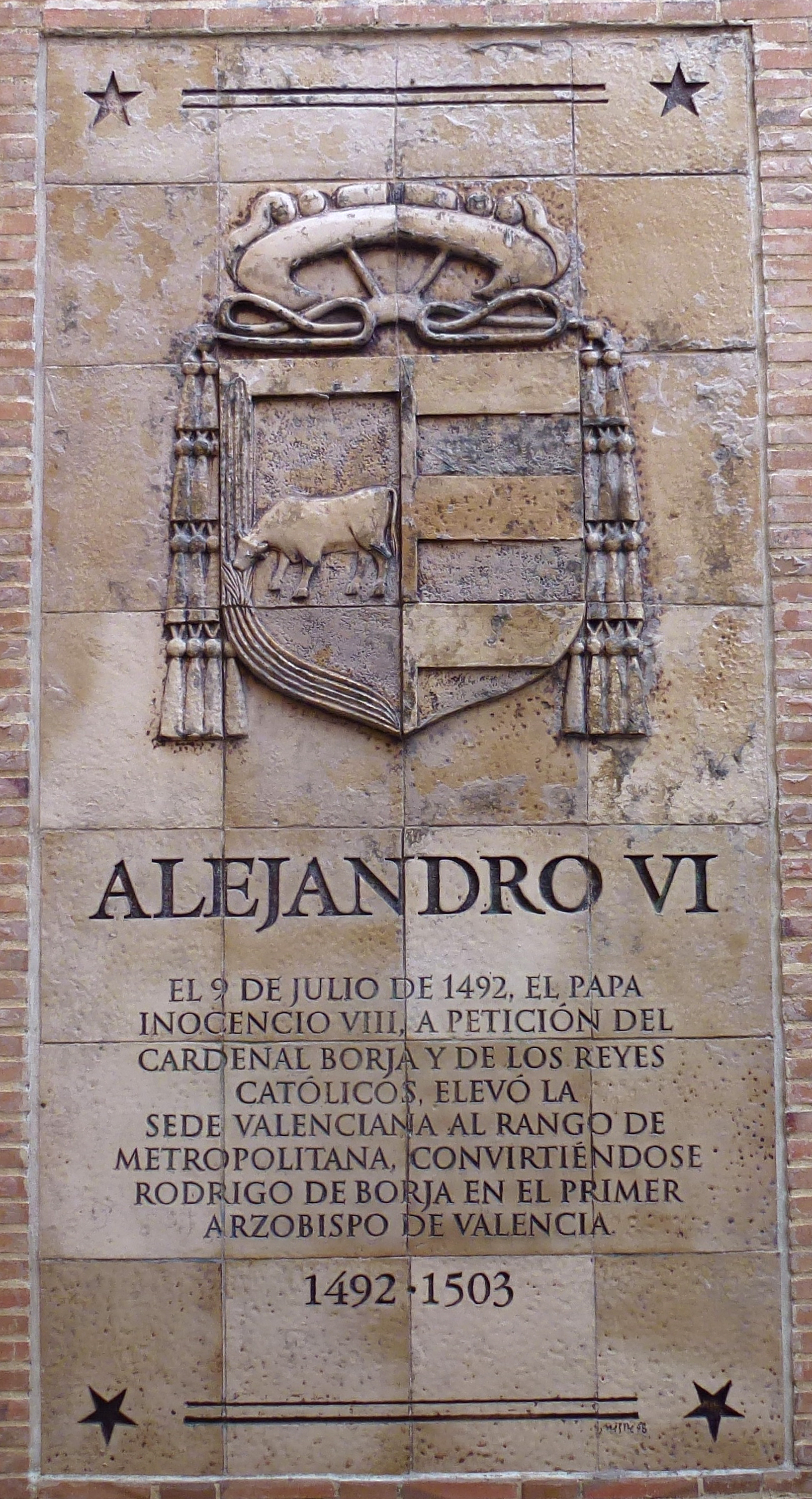
발렌시아 대교구장 관저 밖에 있는 석판.

로드리고 보르자는 자신의 외숙부이자 발렌시아 교구장이었던 알폰소 데 보르자가 교황 갈리스토 3세로 즉위하게 되면서 그의 직분이었던 발렌시아 교구장직을 물려받게 되었다. 교황 인노첸시오 8세가 선종하기 16일 전에 그는 교황에게 발렌시아 교구를 관구 및 대교구로 승격시켜 줄 것을 요청하였다. 그리하여 발렌시아 교구가 관구 및 대교구로 승격되면서, 로드리고 보르자는 초대 발렌시아 대교구장이자 발렌시아 관구장이 되었다. 그리고 로드리고 보르자는 자신이 교황 알렉산데르 6세로 즉위하자 자신의 사생아인 체사레 보르자를 후임 발렌시아 대교구장에 임명하였다. 발렌시아 대교구의 제3대 대교구장은 후안 데 보르자 란조르 데 로마니이며, 제4대 대교구장은 페드로 루이스 데 보르자인데, 두 사람 모두 알렉산데르 6세의 종손에 해당한다.
발렌시아 대교구장 관저의 한쪽 구석에 다음과 같은 글귀가 적힌 석판이 걸려 있다.

알렉산데르 6세

1492년 7월 9일 교황 인노첸시오 8세는
보르자 추기경과 가톨릭 왕들의 요청에 따라
발렌시아 교구를 관구로 승격하였다.
그리하여 보르자의 로드리고는
초대 발렌시아 대교구장이 되었다.

1492년 - 1503년

## 교황 선출

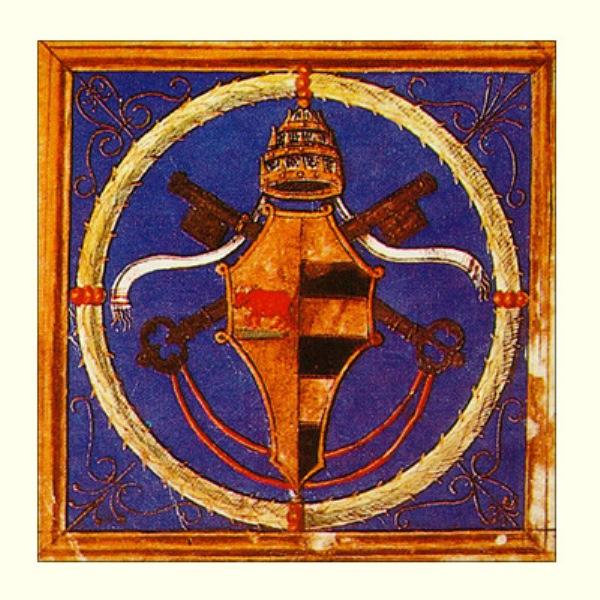
교황 알렉산데르 6세의 문장

1492년 7월 25일 교황 인노첸시오 8세가 선종하면서 소집된 콘클라베에서 후임 교황으로 밀라노파의 지지를 받는 아스카니오 스포르차 추기경, 프랑스파의 지지를 받는 줄리아노 델라 로베레 추기경, 마지막으로 독자적인 세력을 거느리고 있던 로드리고 보르자 추기경 등 세 명의 유력 후보가 내세워졌다. 그리고 1492년 8월 11일 보르자 추기경은 다수의 표를 얻어 교황으로 선출되어 알렉산데르 6세로 명명되었다. 그의 교황 대관식은 같은 해 8월 26일에 성대하게 거행되었다.
당시 콘클라베에서 보르자 추기경이 스포르차 추기경을 비롯해 많은 추기경을 막대한 돈으로 매수해 교황에 선출되었다는 소문이 있지만(특히 스포르차 추기경은 네 마리의 노새가 수레를 끌 정도로 많은 은을 뇌물로 받았다고 전해진다), 실제로 그러한 일이 있었는지 여부에 대해서는 전혀 입증된 바가 없다. 따라서 그가 교황직을 돈으로 샀다는 세간의 비난은 근거가 없다고 밖에 볼 수 없다. 당시 교황 선출이 뇌물수수의 결과라는 의혹을 제기하는 측에서는 그에 대한 근거로 당시 콘클라베에 참여한 추기경 가운데 한 사람이었던 조반니 디 로렌초 데 메디치가 로드리고 보르자의 교황 선출에 대해 “이제 우리는 이 세상에서 볼 수 있는 짐승 가운데 가장 탐욕스러운 늑대의 손아귀에 놓여 있다. 만약 우리가 늑대로부터 달아나지 않는다면, 필시 잡아먹힐 것이다.”라고 신랄하게 비판했다고 주장한다. 하지만 이는 메디치 추기경의 말을 잘못 인용한 말이다. 실제로 그가 했던 말은 “도망쳐라. 우리는 세계의 손바닥 안에 있다.”였다.
그리고 무엇보다도 당시 메디치 추기경의 나이를 생각해봤을 때, 아무리 그가 조숙했더라도 16세에 불과했던 그가 세간에 알려진 것과 같은 의견을 표명했을 것이라고는 보기 힘들다는 것이 대체적인 견해이다.
알렉산데르 6세는 재임 초반에는 엄격한 법의 집행과 질서 있는 통치를 철저히 시행함으로써 실책이 많았던 전임 교황들과는 대조적인 모습을 보인 것 같았다. 하지만 머지않아 그는 전임 교황들과 마찬가지로 족벌주의에서 자유롭지 못한 모습을 보이게 된다. 당시 피사 대학교의 학생이며 나이가 불과 17세에 불과했던 자신의 아들 체사레 보르자를 대주교로 서임함과 동시에 자신이 맡았던 발렌시아 대교구장 자리를 물려주었으며, 또 다른 아들인 후안 보르자는 보르자 가문 대대로 물려받는 자리인 스페인의 간디아 공작직을 승계받도록 하였다. 그리고 후안 보르자와 또 다른 아들 호프레 보르자를 위해서 교황령과 나폴리 왕국의 일부 영토를 떼어주어 그곳의 영주로 다스리게끔 만들었다. 후안 보르자에게 할양된 봉토는 체르베테리와 앙귈라라였는데, 이 봉토들은 본래 강력한 오르시니 가문의 수장인 비르지니오 오르시니가 근래에 취득한 봉토들이었다. 이러한 알렉산데르 6세의 정책에 대해 반감을 가진 나폴리 국왕 페르디난도 1세는 알렉산데르 6세의 정적인 줄리아노 델라 로베레 추기경과 손을 잡았다. 1493년 4월 23일 알렉산데르 6세가 나폴리 왕국에 맞설 동맹을 구성하자, 이에 맞서 델라 로베레 추기경은 테베레 강 입구에 있는 자신의 오스티아 교구령의 방어를 강화하여 전쟁을 준비하였다.
페르디난도 1세는 피렌체, 밀라노, 베네치아와 동맹을 맺었다. 그는 스페인에게도 도움을 요청하였지만, 거절당하였다. 당시 스페인은 근래에 발견된 신대륙에 대한 소유권을 놓고 포르투갈과 갈등을 빚어 교황에게 중재를 요청한 상황이었기 때문에 교황의 비위를 거스르는 일을 할 수가 없었기 때문이다. 1493년 5월 4일 알렉산데르 6세는 칙서 《Inter Caetera》를 반포하여 스페인과 포르투갈이 소유할 신대륙의 경계선을 나누었다. 그 내용은 아조레스 군도와 케이프베르데 군도를 기준으로 서방 100리그(약 482.7km)상에 남북으로 가상의 경계선을 그어 동쪽으로는 포르투갈의 영역으로, 서쪽으로는 스페인의 영역으로 분할하라는 것이었다. 스페인은 1494년 7월 2일에, 포르투갈은 1494년 9월 5일에 각각 교황의 칙서를 비준하여 양국 간에 토르데실랴스 조약을 체결하였다.

## 프랑스의 침공

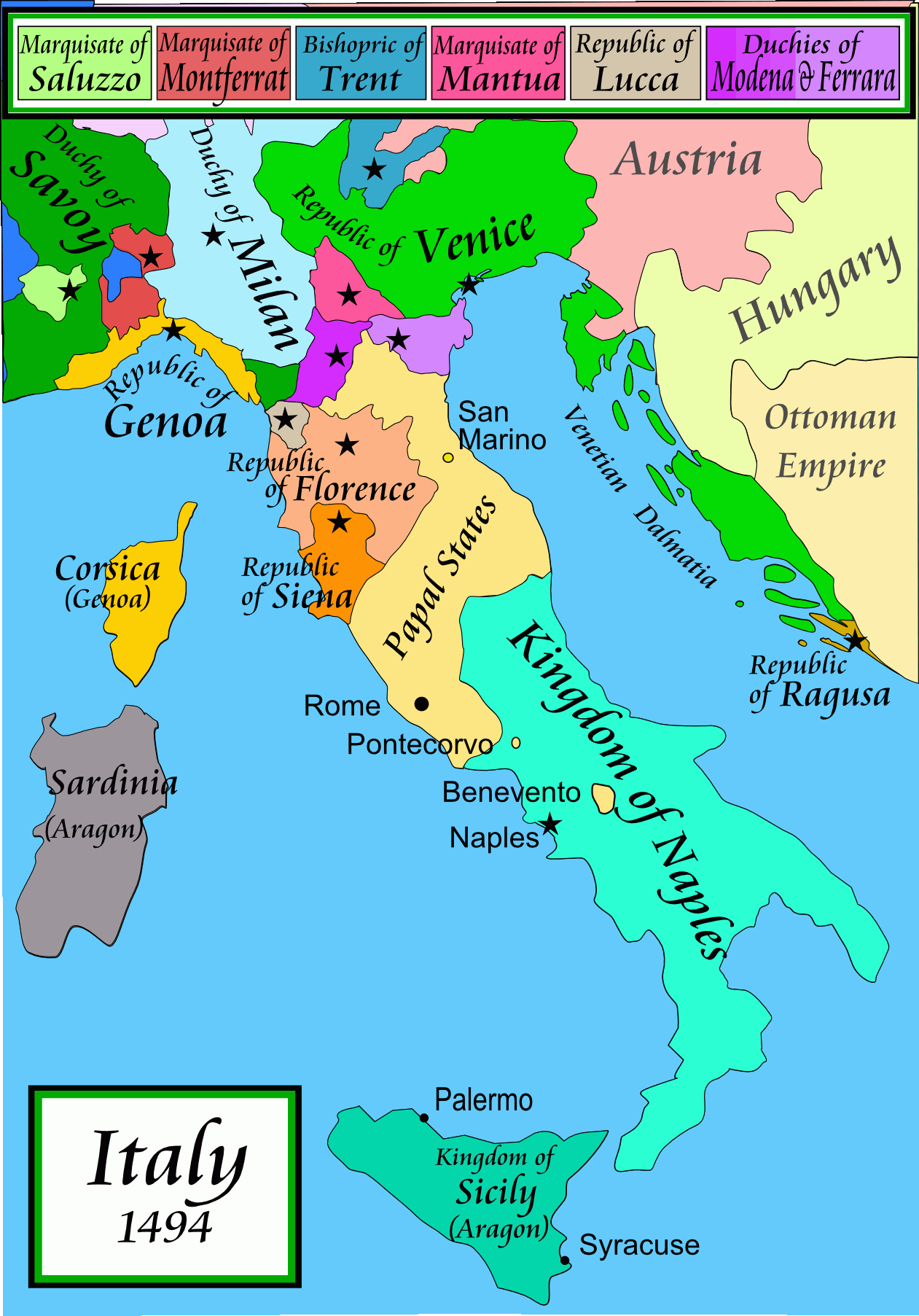
1494년 이탈리아

알렉산데르 6세는 자신의 지위를 공고히 하기 위해 여러 나라와 동맹 관계를 맺었다. 당시 밀라노 공국을 사실상 통치하였던 루도비코 스포르차는 자신의 통치를 정당화하기 위해 프랑스의 도움이 필요했었다. 그리하여 그는 프랑스 국왕 샤를 8세와 동맹을 맺었으며, 알렉산데르 6세 역시 샤를 8세와의 동맹을 필요로 하였다. 나폴리의 페르디난도 1세가 자신의 손녀 이사벨라의 남편이자 밀라노의 합법적인 통치자인 잔 갈레아초 스포르차 공작을 지원하기 위해 루도비코 스포르차를 위협하자, 알렉산데르 6세는 나폴리 정복 계획을 세우고 있었던 샤를 8세를 지지하고 나섰다.
그러나 항상 자기 가문의 규모를 확대할 기회를 엿보던 알렉산데르 6세는 스페인 대사의 중재를 통해 1493년 7월 나폴리 왕국에 대한 적대 정책을 철회하고, 자신의 아들 호프레를 페르디난도 1세의 손녀인 산차 다라고나 공주와 혼인시킴으로써 양국 간의 평화를 이룩하였다. 알렉산데르 6세는 추기경단에 대한 지배력을 한층 강화하기 위해 12명의 신임 추기경을 서임하는 대대적인 인사 조치를 단행함으로써 큰 추문을 불러 일으켰다. 추기경으로 서임된 인사들 가운데는 그의 아들 체사레도 포함되어 있었는데, 당시 체사레의 나이는 불과 18세에 불과했다. 알렉산데르 6세의 정부인 줄리아 파르네세의 오빠인 알레산드로 파르네세(훗날의 교황 바오로 3세) 또한 새로이 추기경에 서임되었다.
1494년 1월 25일 페르디난도 1세가 사망하고 그의 아들 알폰소 2세가 나폴리의 다음 왕위를 계승하였다. 그러자 프랑스 국왕 샤를 8세가 알폰소 2세의 왕위 계승에 반대하면서 자신이야말로 나폴리 왕위의 정당한 계승자라고 주장하고 나섰다. 샤를 8세의 나폴리 왕위 요구로 그동안 잠잠하던 국제 정세가 다시 시끄러워지기 시작했다. 나폴리 왕위를 두고 또다시 치열한 경쟁이 벌어지기 시작한 것이다. 샤를 8세는 표면상으로는 나폴리 왕국에 대해서는 전혀 언급하지 않고 오스만 제국에 맞서기 위한 십자군이라고 주장하면서 군대를 이끌고 로마를 참배하고 싶다는 의사를 밝혔으며, 알렉산데르 6세는 이를 재가하였다. 그러나 프랑스의 이탈리아 침공이 현실화되자 불안해진 알렉산데르 6세는 즉시 알폰소 2세를 나폴리의 정식 국왕으로 인정하고, 자기 아들들의 영지와 알폰소의 영지를 맞교환함으로써 동맹을 맺었다(1494년 7월). 프랑스가 이탈리아를 침공하자 이를 막기 위한 군사적 대응이 뒤따랐다. 프랑스군 함대가 제노바를 공격하자, 나폴리군은 즉시 로마냐를 통과해 밀라노를 공격하였다. 그러나 양측의 군사 원정은 모두 실패로 끝났다. 그리고 그해 9월 8일 샤를 8세는 알프스를 넘어 루도비코 스포르차와 합류하였다. 교황령은 크게 동요하였으며, 강력한 귀족 가문 가운데 하나인 콜론나 가문이 프랑스군의 이름으로 오스티아를 점령하였다. 샤를 8세와 그의 군대는 빠른 속도로 남하하여 피렌체에서 며칠 머문 후에 1494년 11월 로마를 향해 진군하였다.
이에 위기감을 느낀 알렉산데르 6세는 아스카니오 스포르차 추기경은 물론 심지어 오스만 제국의 술탄 바예지드 2세한테까지 도움을 요청하였다. 또한 그는 즉시 군사들을 징집하고 로마를 즉시 방어 태세에 돌입하도록 지시하였지만, 그의 상황은 위태롭기 그지없었다. 오르시니 가문이 자신들의 성에 프랑스 병사들이 들어오는 것을 허락하면서, 결국 정치적으로 고립된 알렉산데르 6세는 샤를 8세와 합의를 볼 수 밖에 없었다. 그리하여 그해 12월 31일 샤를 8세는 자신의 군대와 줄리아노 델라 로베레 추기경을 포함한 프랑스파 추기경들을 대동하고 로마에 무혈 입성하였다. 알렉산데르 6세는 샤를 8세가 자신을 성직매매 등의 혐의로 고발하여 즉시 자신을 교황직에서 폐위시키고 새 교황을 지명할 것이라는 생각에 두려워하였다. 하지만 알렉산데르 6세는 샤를 8세의 측근이자 생말로 교구장이었던 기욤 브리소네를 추기경에 서임함으로써 샤를 8세의 마음을 돌리는데 성공하였다. 알렉산데르 6세는 또한 인질로 잡고 있던 오스만 제국의 왕자 젬을 샤를 8세에게 신병을 인도하고, 자신의 아들 체사레 보르자를 교황 사절로 임명하여 프랑스군의 나폴리 원정에 동행하는 것을 허락하였다. 1월 28일 샤를 8세는 젬 왕자와 체사레 보르자를 데리고 나폴리로 떠났으나, 두 사람은 스폴레토에서 말도 없이 감쪽같이 도망가버렸다. 나폴리군의 저항은 손쉽게 격파되었으며, 알폰소 2세는 왕위를 자신의 아들 페르디난도 2세에게 물려주고 도주하였다. 하지만 페르디난도 2세 역시 왕위를 버리고 도주하였으며, 덕분에 나폴리 왕국은 예상 외로 손쉽게 정복되었다.

## 프랑스의 퇴각
이내 모든 유럽 열강이 샤를 8세의 힘이 지나치게 커지는 것을 경계하여 그에 대해 반대하는 움직임이 일어나기 시작했다. 그리하여 1495년 3월 31일 알렉산데르 6세는 신성 로마 제국과 베네치아 공화국, 루도비코 스포르차, 스페인의 페르난도 2세 등과 더불어 신성 동맹을 결성하였다. 대외적으로 이 동맹을 오스만 제국에 대항하기 위해 결성되었다고 홍보하였지만, 실제로는 이탈리아에서 프랑스군을 몰아내기 위한 목적으로 결성된 것이었다. 샤를 8세는 5월 12일에 스스로 나폴리 왕으로서의 대관식을 치루었지만, 며칠 지나지 않아 북쪽으로 서둘러 퇴각하기 시작했다. 그는 포르노보에서 신성 동맹군과 맞닥뜨려 치열한 전투 끝에 포위망을 간신히 뚫고 11월에 프랑스로 돌아갔다. 그 직후에 페르디난도 2세는 스페인의 도움을 받아 다시 나폴리의 국왕으로 복위하였다. 샤를 8세의 이탈리아 원정은 결과적으로 실패로 끝났지만, 소위 ‘균형 정책’이 얼마나 어리석은 정책이었는지 여실히 드러난 사건이라고 할 수 있다. 여기서 말하는 ‘균형 정책’이라는 것은 이탈리아를 구성하는 여러 나라 가운데 한 나라가 월등히 강해져서 다른 나라들을 병합하지 못하게 막는다는 이탈리아 각국의정책이다. 하지만 샤를 8세가 이탈리아에서 일으킨 전쟁 덕분에 이러한 균형 정책은 거대한 외세의 침략에 효과적으로 대응할 수 없게 만든다는 점에서 문제가 있다는 것이 확인되었다. 이미 강력한 민족 국가로 통일한 프랑스나 스페인에 비해 이탈리아는 여러 나라로 분열되어 있는 상황이었기 때문에 외세의 공격을 받으면 매우 취약한 모습을 보여주었기 때문이다. 샤를 8세의 침입을 받은 이후 알렉산데르 6세는 다른 모든 정복 군주를 본받아 영토를 확장하여 중앙집권적인 정치를 수립하고자 하였다. 먼저 그는 프랑스군을 패퇴시킨 추세를 이용해 반항적인 귀족 집안인 오르시니 가문의 힘을 꺾어 버림으로써 교황령의 통치자로서의 실질적인 힘을 갖고자 하였다.
오르시니 가문의 당주이자 이탈리아 콘도티에로였으며 교황의 가신이었던 브리지니오 오르시니는 스페인에서 생포되어 나폴리의 감옥에 갇혀 생을 마감하였으며, 그의 재산은 모두 교황에게 몰수되었다. 오르시니 가문의 나머지 일족들이 여전히 남아 있었지만, 그들도 1497년 1월 소리아노넬치미노 전투에서 우르비노 공작 구이도발도 다 몬테펠트로와 간디아 공작 후안 보르자가 이끈 교황군에게 패배하였다. 베네치아의 중재로 양측간의 평화 조약에 체결되었는데, 오르시니 가문은 알렉산데르 6세에게 몰수당한 영지를 되찾기 위해 50,000 두카트를 지불해야만 했다. 알렉산데르 6세 역시 전투 도중 포로로 붙잡힌 우르비노 공작 구이도발도의 석방을 위해 그의 몸값을 지불했다. 이후로도 오르시니 가문은 여전히 강력한 힘을 갖고 있었으며, 알렉산데르 6세는 오직 3천 명에 불과한 스페인 병사들 밖에 의지할 데가 없었다. 그의 유일한 성과는 오스티아를 정복하고 콜론나와 사벨리 등 친프랑스파 추기경들을 굴복시킨 것이었다.
그러나 이후 보르자 가문의 악명이 널리 전해지게 되는 최초의 비극적인 사건이 발생하게 된다. 그해 6월 14일 간디아 공작이자 베네벤토 공작인 후안 보르자가 갑자기 행방불명되었는데, 다음날 테베레 강에서 시체로 발견된 것이다.
아들의 죽음에 큰 슬픔에 잠긴 알렉산데르 6세는 스스로 산탄젤로 성에 들어가 칩거하였다. 그는 부패한 교회의 기강을 잡고 도덕적으로 개혁시키는 것을 자신의 유일한 국정 목표로 선언했지만, 끝내 지켜지지 못했다. 한편 후안 보르자가 누군가에 의해 살해되었다는 사실이 밝혀지면서 범인이 누구인가를 놓고 여러 사람을 용의선상에 놓고 오랫동안 갖은 방법을 동원하여 수사가 이루어졌다. 그러나 암살범을 찾기 위한 수사는 아무런 해명 없이 갑자기 중단되었다. 시간이 한참 지난 후에야 체사레 보르자가 유력한 용의자로 지목되었지만, 그가 자신의 형제를 암살해야 할 특별한 이유가 없었기 때문에 용의선상에서 제외되었다. 후안 보르자와 가장 최근에 군사적 충돌을 하였던 오르시니 가문 역시 주요 용의자들 가운데 하나였다. 후안 보르자는 이 밖에도 적들이 많이 있었기 때문에 많은 이가 용의선상에 올랐다. 아스카니오 스포르차 추기경도 주요 용의자로 지목되었는데, 그 이유는 후안 보르자가 살해당하기 며칠 전에 그와 심한 말다툼을 했기 때문이었다. 후안 보르자가 살해당한 이유가 무엇인지에 대해서도 전혀 밝혀진 바가 없지만, 그가 생전에 저지른 간통과 연관된 것이 아니었을까 하고 추정하고 있다.

## 사보나롤라

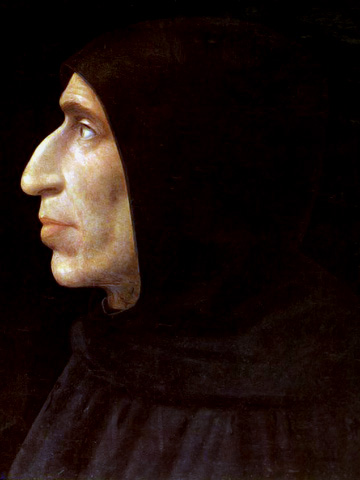
지롤라모 사보나롤라

외세의 위험이 가시자 이번에는 이탈리아 내부에서 문제가 일어났다. 도미니코회 탁발 수사이자 강력한 언변을 가진 선동가 지롤라모 사보나롤라가 교황이 저지른 타락과 부패 문제를 공개적으로 고발하며 열렬하게 비난하고 나섰으며, 이러한 교황에 맞서 공의회를 소집해야 한다고 주장한 것이다. 또한 당시 피렌체 공화국을 통치한 메디치 가문에 대해서도 시민들의 복지는 뒷전이고 정부 금고만 채우기에 혈안이 되었다고 비난했다. 그의 설교는 빠른 속도로 사람들 사이에서 호응을 얻어 곧 피렌체 전역에 영향력을 미쳤다. 1494년 프랑스군이 이탈리아 반도를 침공했을 때, 사보나롤라는 프랑스군을 부패한 로마를 정결하게 하고 자신의 예언을 이루기 위해 온 ‘하느님의 칼’이라 부르며 환영했다. 얼마 후 샤를 8세의 침공에 맞서기 위해 알렉산데르 6세가 반(反)프랑스 동맹 결성에 피렌체의 참여를 촉구했을 때 사보나롤라는 이를 반대했다. 처음에는 사보나롤라를 무시하였던 알렉산데르 6세도 차츰 그를 위협적으로 느끼기 시작한 것으로 전해진다. 그러나 알렉산데르 6세에 대한 사보나롤라의 적개심은 개인적 감정이라기 보다는 정치적 수사인 것으로 추정되는데, 가령 사보나롤라는 후안 보르자가 살해당했다는 소식을 듣고 알렉산데르 6세에게 다음과 같은 내용의 서신을 써서 보내며 애도를 표하기도 하였다. “교황 성하, 우리에게 평화와 위로를 가져다 줄 수 있는 유일하고 참된 것은 믿음 뿐입니다. … 믿음만이 고독하신 성하께 위로를 가져다 줄 수 있습니다.” 하지만 사보나롤라는 그의 지나친 훈계와 강압적인 생활방식 요구로 진절머리가 난 피렌체 시민들에게 버림을 받아, 결국 1498년 5월 23일 피렌체 정부로부터 사형을 구형받았다.

## 가문의 확대

Desiderando nui, 1499

당시 로마에서는 스페인 사람들을 멸시하는 풍조가 있었는데, 스페인 출신인 보르자 가문 역시 다른 이탈리아 귀족 가문들로부터 곧잘 무시와 천대를 받았다. 따라서 이탈리아의 전통적인 귀족 가문들은 나날이 권력이 강해지는 보르자 가문에 대해 큰 불만을 품고 있었다.
이러한 상황을 인식하였던 알렉산데르 6세는 언제 있을지 모를 이들의 위협에 대항하기 위해서는 정략 결혼 정책을 통해 자신의 가문을 더욱 확장함으로써 동맹을 만들어내는 동시에 가문의 지위를 향상시킬 필요성을 절실하게 느꼈다. 1497년 그는 자신의 딸 루크레치아 보르자와 조반니 스포르차의 혼인을 무효화하였다. 조반니 스포르차가 자신의 아내 루크레치아가 그녀의 아버지 알렉산데르 6세 및 체사레 보르자와 근친상간 행위를 했다는 근거 없는 모함을 하자, 조반니 스포르차가 자신의 성불구를 숨기고 혼인했기 때문에 정당한 혼인이 성립되지 않는다는 식으로 맞대응한 것이다. 그리고 체사레 보르자와 페르디난도 2세의 뒤를 이어 나폴리의 국왕으로 즉위한 페데리코의 딸 사이의 혼담을 성사되지 못하자, 그 대신 페데리코 국왕에게 알폰소 2세의 적장자인 비셸리에 공작을 루크레치아 보르자와 혼인시키는 일에 동의하라고 위협하였다.
한편 새로 프랑스의 국왕으로 즉위한 루이 12세가 잔 드 프랑스 왕비와의 혼인 무효 신청을 알렉산데르 6세에게 탄원하였는데, 알렉산데르 6세는 이를 허락하는 칙서와 함께 추기경에서 평신도로 환속한 자신의 아들 체사레 보르자를 사절로 파견하였다. 칙서에 따르면, 알렉산데르 6세는 체사레 보르자를 발랑스(체사레 보르자의 별명이 발렌티노였기 때문에 발렌티노의 프랑스식 명칭인 발랑스가 그의 영지로 결정되었다고 전해짐) 공작의 작위를 부여하고, 교황령인 로마냐의 영주들을 복속시키는 일을 물질적으로 원조하고, 나바라 공주와 혼인시킨다는 조건 하에 루이 12세의 혼인 무효 신청을 허락한다는 내용이 담겨 있었다.
알렉산데르 6세는 옛 왕인 샤를 8세 때보다는 루이 12세가 자신의 가문에 보다 우호적이기를 희망하였다. 그는 스페인과 스포르차 가문의 항의를 물리치고, 1499년에 프랑스와 동맹을 맺고 베네치아 공화국도 여기에 동참하였다. 그 해 가을, 루이 12세는 밀라노에서 루도비코 스포르차를 내쫓았다. 프랑스의 성공에 자신감을 얻은 알렉산데르 6세는 과감하게 로마냐 지방에 대한 군사 행동을 실현하였다. 명목상 로마냐 지방은 교황의 통치 아래 있었지만, 실질적으로는 여러 명의 영주가 교황의 지배를 무시하고 독립적으로 자신들의 통치권을 갖고 있었기 때문이다. 게다가 베네치아나 밀라노, 피렌체 등의 강국들은 호시탐탐 로마냐 지방을 노리고 있던 터였다. 체사레 보르자는 프랑스의 지원을 받아 교회군 총사령관으로 임명되어 군사들을 이끌고 교황에게 반항적인 태도를 가진 도시들을 하나씩 공략하기 시작했다. 그러나 프랑스군이 밀라노에서 추방되고 루도비코 스포르차가 귀환하면서, 체사레 보르자의 군사 행동도 도중에 좌절되었다. 결국 그는 1500년 초엽에 로마로 돌아왔다.

## 대희년 (1500년)
1500년 대희년이 찾아오자, 교황 알렉산데르 6세는 이를 기념하기 위해 성탄 전야(크리스마스 이브)에 거룩한 문(聖門, Porta Santa)을 열고 다음해 예수 성탄 대축일(크리스마스)에 닫는 관습을 제정하였다. 그는 자신의 의전관인 요한 부르하르트와 논의한 끝에 1499년 성탄 전야 때에 장엄한 예식을 통해 굳게 닫혀져 있던 성 베드로 대성전의 거룩한 문을 최초로 열었으며, 나머지 세 총대주교좌 대성전들의 문은 교황의 대리인들이 파견되어 대신 열었다. 알렉산데르 6세가 열고 닫았던 거룩한 문은 1618년까지 남아있다가, 대성전이 개축되면서 새로 설치된 문과 교체되었다.
당시 기록에 의하면, 알렉산데르 6세는 세디아 게스타토리아라고 불리는 교황 전용 가마를 탄 채 수행원을 동반하고 성 베드로 대성전으로 장엄하게 행렬하였다고 한다. 성가대원들이 시편 118장 19-20절을 성가로 부르는 동안 그는 성 베드로 대성전의 거룩한 문 앞으로 나아갔으며, 수행원들이 촛불을 든 채 그 뒤를 따랐다. 교황이 거룩한 문을 세 번 두드리자, 문 너머 대성전 내부에 대기하던 수행원들이 거룩한 문을 바깥쪽으로 열었다. 그리고 교황을 포함한 모든 이가 참회와 속죄의 시기로 넘어간다는 의미에서 열려진 거룩한 문을 통해 대성전 내부로 들어갔다. 알렉산데르 6세는 이와 같은 전례를 공식화하여, 지금까지도 그 전통이 매 희년마다 이어져 오고 있다. 한편 성 베드로 대성전을 제외한 로마의 나머지 대성전들에도 이와 비슷한 의식이 거행되었다.
알렉산데르 6세는 거룩한 문을 도로 닫는 특별 전례를 제정하였다. 1501년 예수 공현 대축일에 추기경 두 명이 각각 은빛 벽돌과 금빛 벽돌로 거룩한 문을 다시 봉인하기 시작하였다. 그리고 마지막으로 인부들이 특별히 만든 주화와 메달을 벽에 설치함으로써 봉인 작업을 마쳤다.

## 노예 제도
대항해 시대가 도래하면서 스페인과 포르투갈의 탐험가들이 아프리카와 아메리카 대륙으로 건너가서 현지 원주민들을 보면 곧장 노예로 삼는 일이 횡행하기 시작하였다. 이에 대해 일각에서는 이러한 행위를 야만적인 행위로 규탄하며 반대하는 움직임이 나타났는데, 1435년 교황 에우제니오 4세는 노예매매에 관여한 사람은 그가 누구든지간에 무조건 파문한다는 내용을 담은 교황 칙서 《오래 전부터》(Sicut Dudum)를 반포함으로써 노예제도를 통렬하게 비판하였다. 그러나 유럽 사회에서 소작농이 자신의 영주를 위해 일하는 것처럼 고용 계약 형식의 예속은 허용되었다.
크리스토퍼 콜럼버스가 신대륙을 발견하자, 알렉산데르 6세는 스페인 왕국으로부터 새로 발견된 땅에 대한 그들의 소유권을 인정해 달라는 요청을 받았다. 이러한 요청에 따라 알렉산데르 6세는 과거에 교황 니콜라오 5세가 《로마 교황》(Romanus Pontifex)과 《다를 때까지》(Dum Diversas) 등의 칙서들을 통해 영지를 수여한 것의 예를 따라, 《Eximiae devotionis》(1493년 5월 3일), 《다른 것보다》(Inter Caetera, 1493년 5월 4일), 《잠시 동안》(Dudum Siquidem, 1493년 9월 23일) 등의 칙서들을 반포하여, 신대륙에서 새롭게 발견된 영토의 소유권을 스페인에게 부여하였다. 1979년 모랄레스 파드론은 교황의 칙서들은 스페인 정부에게 원주민들을 노예로 만들 수 있는 권한을 주었다고 주장하였으며, 2005년 민니치는 노예 무역 때문에 원주민들이 기독교로 개종하는 것이 가능하게 되었다고 주장하였다. 그러나 다른 역사학자들과 바티칸의 학자들은 알렉산데르 6세는 생전에 결코 노예제도를 인정하지 않았다고 주장하며, 이러한 비난에 동의하지 않고 있다. 알렉산데르 6세 이후 후임 교황들인 교황 베네딕토 14세는 1741년 《Immensa Pastorium》을, 교황 그레고리오 16세는 1839년 《In Supremo Apostolatus》를 반포하여 노예 제도에 대한 교회의 단죄 입장을 계속 유지하였다.
2002년 손베리는 《다른 것보다》(Inter Caetera)가 훗날 스페인 정복자들이 아메리카 원주민들에게 자신들에게 적대감을 갖기 전에 읽어 준 레케리미엔토와 연계되어 있다고 주장하였다. 레케리미엔토는 원주민을 정복하기 위한 전쟁을 하기 전에 평화적으로 복속당할 것인지, 아니면 이를 거부할 것인지를 강요하는 문서였다. 하지만 이 문서는 대부분의 원주민이 알아들 수 없는 스페인어로 읽혀졌기 때문에 유명무실한 문서나 다름없었다. 원주민들은 교황과 스페인 왕실의 권위를 받아들이거나 아니면 대항하다가 노예 신세가 되거나 양자택일을 해야만 했다. 1993년 원주민법연구소는 교황 요한 바오로 2세에게 알렉산데르 6세가 반포했던 칙서 《다른 것보다》를 공식적으로 취소하고 이러한 불합리한 역사적 재난에 대해 원주민들에게 보상할 것을 공식적으로 요청하였다. 뒤이어 1994년에는 세계종교회의에서도 이와 비슷한 내용의 서한을 교황청에 발송하였다.

## 말년
알렉산데르 6세는 재위 말년에 체사레 보르자의 휘하 장수들 중 일부와 오르시니 가문이 공모하면서 난관에 부딪치게 되었다. 반란군과의 전투에서 교황군은 크게 패배하였으며, 전세는 순식간에 보르자 가문에 불리한 방향으로 돌아가는 듯보였다. 그러나 프랑스에서 체사레 보르자와 맺은 협정을 근거로 그를 지원하겠다고 나서자, 반란군은 서둘러 체사레 보르자와 합의하기로 마음을 바꾸었다.
그러나 반역 행위를 용서할 수 없었던 체사레 보르자는 반란군과 화해하는 척 하여 방심하게 만든 다음, 세니갈리아에서 반란의 주동자들인 올리베르토 다 페르모와 비텔로초 비텔리를 체포하여 1502년 12월 31일에 처형하였다. 한편 알렉산데르 6세 역시 오르시니 추기경을 바티칸으로 꾀어내어, 그를 체포해 지하 감옥에 가두었다. 이후 오르시니 추기경은 지하 감옥에서 나오지 못하고 선종하였다. 오르시니 추기경의 재산은 모두 압류되었으며, 로마의 다른 여러 귀족들도 체포되었다. 또한, 알렉산데르 6세의 또다른 아들 호프레가 군사들을 이끌고 캄파냐를 향해 원정에 나섰다. 이리하여 로마에서 오랫동안 권력을 유지한 양대 산맥으로서, 심지어 교황의 권위에까지 종종 무시했던 오르시니 가문과 콜론나 가문의 권세는 크게 떨어졌으며, 반대로 보르자 가문의 권력은 막강해졌다. 그 무렵 로마로 돌아온 체사레는 아버지인 교황으로부터 오르시니 가문의 마지막 근거지들을 점거하기 위해 떠난 호프레를 도와주라는 지시를 받았다. 어떤 이유에서인지 체사레는 부친의 지시를 이행하는 것이 내키지 않은 것으로 전해진다. 하지만 결국 그는 군사들을 이끌고 체리를 점령하였으며, 브라차노가 투항하면서 귀도 오르시니와 화해하였다.
한편 나폴리 왕국을 차지하기 위한 프랑스 왕국과 스페인 왕국 간의 전쟁은 장기화되어 가고 있었으며, 알렉산데르 6세는 언제라도 어느 쪽이라도 가장 유리한 조건을 내건 측과 손을 잡을 준비가 되어 있었다. 그는 시칠리아의 소유권을 체사레에게 준다는 조건으로 루이 12세를 지원하였지만, 이후 시에나와 피사, 볼로냐의 소유권을 넘긴다는 조건으로 스페인을 지원하기도 하였다.

## 죽음

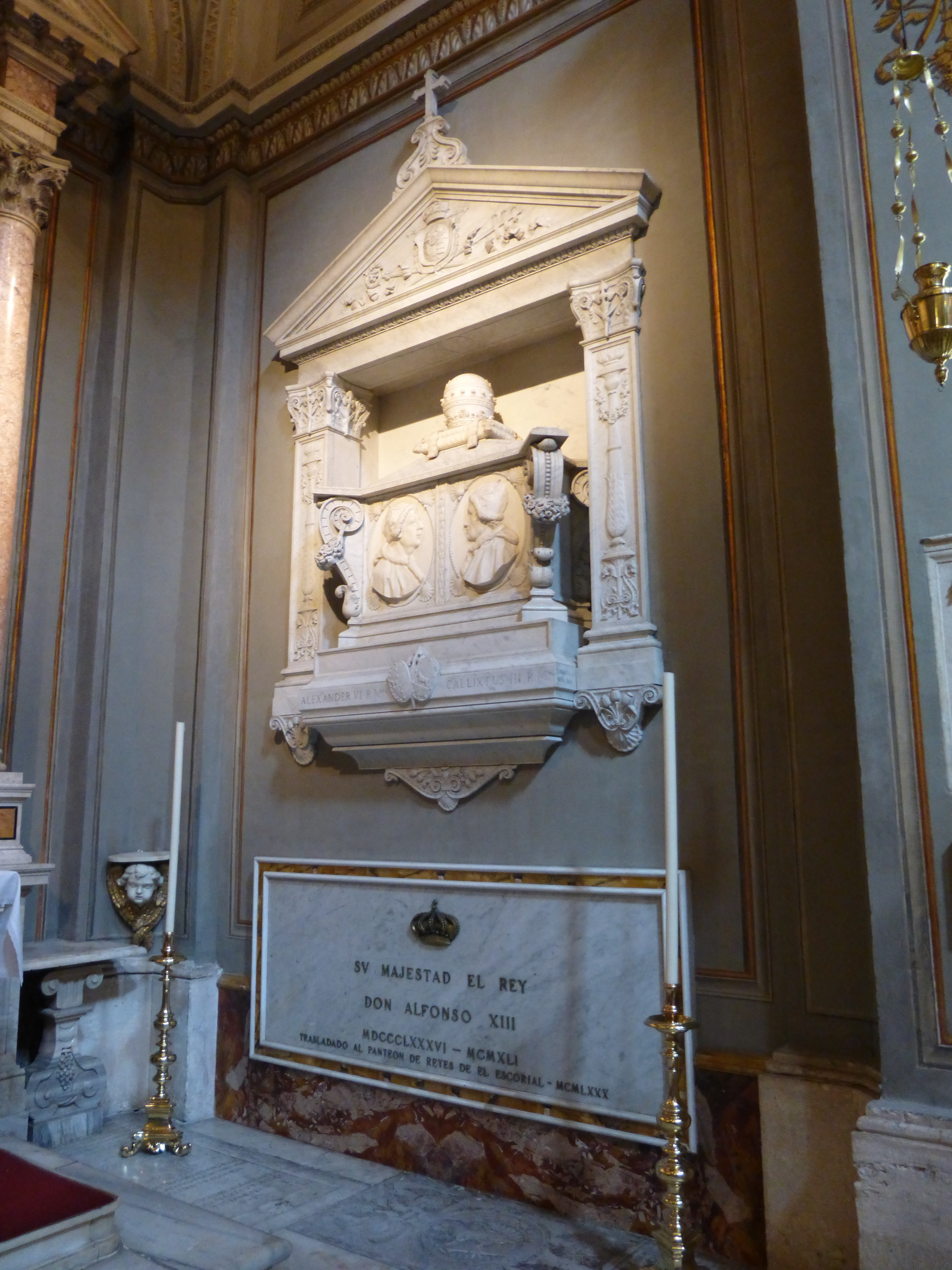
교황 알렉산데르 6세의 무덤

체사레 보르자는 1503년 6월 새로운 군사 원정을 앞두고 부친 알렉산데르 6세 교황과 아드리아노 다 코르네토 추기경과 함께 만찬을 가졌다. 그로부터 며칠이 지난 후에 세 사람은 열병으로 몸져 누웠다. 전해지는 바에 따르면, 당시 의사들이 체사레를 살리기 위해서 피부를 다 벗겨내는 모험을 감행한 결과, 마침내 구사일생으로 살아남아 회복되었다고 한다. 그러나 고령이었던 알렉산데르 6세는 살아남을 가망성이 희박했다. 요한 부르하르트의 일기는 당시 알렉산데르 6세가 앓았던 증상과 그의 마지막 모습이 어떠했는지를 전해주고 있다.
1503년 8월 12일 토요일, 교황 성하께서 아침에 병이 드셨다. 저녁 기도(만과)를 바치신 후, 6시와 7시 사이에 열이 발생하여 없어지지 않았다. 8월 15일, 성하의 몸에서 13온스의 피를 뽑아냈으며, 그 결과 사흘마다 학질이 일어났다. 8월 17일 목요일 오전 9시에 성하께 약을 복용하였다. 8월 18일 금요일, 9시에서 10시 사이에 성하께서는 카리놀라의 감보아 주교 각하께 고해성사를 받으신 뒤에 그분이 집전하신 미사에 참례하셨다. 성체를 영하신 뒤에 성하께서는 침대에 누우셨다. 미사가 끝난 뒤에 성하께서는 세라, 후안 보르자, 프란체스코 보르자, 카사노바, 로리스 등 추기경 다섯 분에게 각각 선물을 나누어 주셨다. 성하께서는 그들에게 지금 가슴이 답답하다고 말씀하셨다. 저녁 기도를 바치신 후에 성하께서는 감보아 주교 각하께 종부성사를 받으시고 나서 선종하셨다.
알렉산데르 6세가 선종했을 당시 그의 나이는 72세였다.
알렉산데르 6세의 고해 사제의 증언에 따르면, 그는 죽기 전에 자신이 생전에 저질렀던 모든 죄를 솔직하게 고백하였으며, 진심으로 뉘우친 모습이 분명히 드러났다고 한다. 갈리폴리의 주교인 알렉시스 첼라도니는 알렉산데르 6세의 장례 미사가 거행될 당시 그를 추도하며 추기경단에게 그의 회개에 대하여 다음과 같이 설명하였다.
마침내 교황 성하께서는 매우 위중한 상태가 되시자, 자발적으로 마지막으로 성사를 차례대로 요청하셨습니다. 성하께서는 먼저 깊이 뉘우치는 마음으로 고해성사를 받으시면서 당신이 저질렀던 모든 죄에 대해 남김없이 고백하셨는데, 심지어 눈물을 흘리기까지 하셨습니다. 그 후에 성하께서는 지극히 거룩하신 그리스도의 성체를 영하셨으며, 마지막으로 종부성사를 받으셨습니다.
사도좌 공석이 되면서 사실상 로마는 무정부 상태나 다름없었다. 이에 과거와 마찬가지로 로마 시내 곳곳에 폭력과 폭동이 일어날 조짐이 나타났다. 이에 자신이 직접 정무를 돌보기에는 건강 상태가 매우 좋지 않았던 체사레 보르자는 교황의 선종을 비밀리에 부쳤다. 그리고 자신의 최측근 심복인 돈 미켈레토를 대리인으로 보내, 교황청의 재산들을 접수하도록 하였다. 다음날 교황의 시신이 대중 앞에 공개되었으나, 당시 날씨가 매우 후덥지근해 시신이 빠르게 부패하였다. 그래서 결국 낡은 비단을 가져와 시신을 덮을 수밖에 없었다. 당시 광경을 라파엘로 마페이는 다음과 같이 기록하였다. “교황의 시신은 진한 자줏빛으로 변하고 군데군데 검푸른 점이 나타났으며, 심하게 부풀어올라 심한 악취가 진동하여 쳐다보는 것조차 힘들었다. 코와 입술은 갈색 침으로 덮혀 있었으며 입은 크게 벌려져 있었다. 독으로 부푼 혀는 턱까지 늘어져 있었다. 이처럼 참혹한 상태였기 때문에, 그 어떤 경건하고 열성적인 신자도 감히 교황의 발이나 손에 입을 맞출 엄두를 내지 못하였다.” 베네치아 대사는 교황의 시신은 이제까지 본 것 가운데 가장 추악하고 괴물처럼 끔찍한 모습이었으며, 인간의 모습이라고는 찾아 볼 수 없었다고 증언하였다.
공식적으로 알렉산데르 6세의 사인은 당시 로마에 널리 유행하였던 말라리아나 그와 비슷한 병에 감염되어 선종한 것으로 알려져 있다. 그러나 몇몇 기록에서는 그의 아들 체사레가 아드리아노 추기경을 제거하기 위해 칸타렐라라는 이름의 독약을 준비했으나, 뜻하지 않게 알렉산데르 6세와 체사레도 칸타렐라가 든 음식을 먹고 쓰러졌다는 것이다. 이 설을 지지하는 이들은 교황의 시신이 매우 빠른 속도로 부패한 것을 근거로 내세웠다. 하지만, 당시 로마 주재 페라라 대사가 에르콜레 공작에게 보낸 서신을 보면, 당시 로마에 거주하는 거의 모든 시민이 나쁜 공기(per la mala condictione de aere)로 병들어 있었기 때문에 교황과 그의 아들이 병상에 누운 것도 무리는 아니라는 내용이 들어 있다.
어쨌든, 알렉산데르 6세의 시신은 짧은 기간 동안 성 베드로 대성전 안에 전시되어 있다가 황급히 지하 묘소로 옮겨졌으며, 나중에 로마에 거주하는 스페인 사람들의 성당인 산타 마리아 인 몬세라토 델리 스파놀리 성당으로 옮겨져 안장되었다.

## 영향과 평가

보르자 아파트의 프레스코화 《부활》 중에 무릎을 꿇고 기도하는 모습을 한 알렉산데르 6세가 그려져 있다.

알렉산데르 6세 사후, 줄리아노 델라 로베레 추기경이 교황 율리오 2세로 등극하였다. 교황 선출 직후 그는 다음과 같이 말하였다. “나는 보르자(교황 알렉산데르 6세를 가리킴)처럼 살지는 않을 것이다. 그는 거룩한 교회를 더럽혔으며, 악마의 도움을 받아 교황권을 탈취하였다. 앞으로 누구든지 보르자에 대해 두 번 다시 언급하거나 생각하는 것을 금지하며, 이를 어길 시에는 파문하겠다. 보르자의 이름과 그에 대한 기억은 영원히 잊혀져야 할 것이다. 그가 교황으로 재임했었다는 사실 자체가 잊혀지도록 모든 문서와 기념비에서 그의 이름을 지워버리고, 보르자 일족을 그린 모든 그림 역시 검은색으로 덧칠해 지워버려야 할 것이다. 그리고 보르자 일족의 모든 무덤 뚜껑을 열어 그들의 시신을 당장 스페인으로 돌려보내야 한다.” 실제로 교황궁 내에 있는 보르자 아파트는 율리오 2세가 재임을 시작한 때부터 19세기까지 봉인된 상태로 있었다.
때때로 사람들은 점점 과도하게 규모가 비대해진 교황청을 개혁하는 일을 착수한 인물이 바로 알렉산데르 6세였다는 점을 간과하고 있다. 알렉산데르 6세는 교황청 개혁 정책을 추진하기 위해 먼저 자신을 보좌해 줄 독실한 성향에다가 능력 있는 이들을 추기경으로 서임하였다. 그런 다음에 그는 과도한 교회 재산을 매각하고 추기경 한 명당 겸할 수 있는 교구장직 숫자를 제한하였으며, 성직자들에게 보다 엄격한 도덕적 규율을 요구하는 내용이 포함된 새로운 법률을 제정하여 반포하였다. 만약 그가 좀 더 오랫동안 교황으로 재임했다면, 그가 구상한 개혁은 성공적으로 매듭 지어졌을 것이다.
알렉산데르 6세는 예술의 후원자로도 잘 알려져 있는데, 그가 교황으로 재임하는 동안 브라만테, 라파엘로, 미켈란젤로, 핀투리키오 등이 당대의 유명한 예술가들이 그를 위해 로마로 와서 작업 활동을 하였으며, 그로 인하여 로마에 새로운 건축의 시대가 도래하였다. 특히 그는 핀투리키오에게 오늘날 보르자 아파트라는 이름으로 알려진 사도 궁전의 특실들을 그림으로 채워 줄 것을 주문하였다. 연극에 대해서도 조예가 깊었던 알렉산데르 6세는 보르자 아파트에서 직접 희극 《메나에크무스 형제》를 연출하기도 하였다.
알렉산데르 6세는 미술 분야 뿐만 아니라 교육의 발전을 촉진하였다. 그는 킹스 칼리지 애버딘의 설립을 허락해 줄 것을 바라는 애버딘의 교구장 윌리엄 엘핀스턴 주교와 스코틀랜드의 제임스 4세 국왕의 요청을 수락하는 내용의 교황 교서를 반포하였다. 킹스 칼리지 애버딘은 오늘날 애버딘 대학교를 구성하는 필수적인 지체이다.
알렉산데르 6세의 라이벌이었던 줄리아노 델라 로베레 추기경은 그의 유다인 포용 정책을 놓고, 마라노라고 모욕하며 비아냥거렸다. 1492년 알람브라 칙령에 따라 스페인에서 유다인들이 강제로 추방되자, 집과 터전을 잃은 유다인 9천여 명이 교황령으로 이주하였다. 알렉산데르 6세는 로마에 온 그들을 환영하며, 교회의 간섭을 받지 않고 그들 조상 고유의 의례와 전통을 계속 유지하고, 사유재산을 인정하는 등 여느 시민과 마찬가지로 차별 없이 동등한 대접을 받으며 살 수 있도록 허락한다고 선언하였다. 또한 그는 1497년 포르투갈에서 추방된 유다인들과 1498년 프로방스에서 추방된 유다인들의 이민 역시 허락하였다.
세간에 알려진 알렉산데르 6세의 악행에 대한 이야기는 대부분 근거가 없거나 지나치게 과장된 이야기가 많으며, 성직자라는 점만 제외하고 보면 사실 당시 다른 르네상스 시대 지도자들의 악행과 별다른 차이는 없다고 볼 수 있다. 조제프 드 메스트르는 저서 《교황》(Du Pape)에서 “루이 14세와 알렉산데르 6세를 비교해 보았을 때, 후자는 누구에게도 용서받지 못하였다. 단순히 악행만 놓고 보았을 때, 루이 14세가 더 많이 저질렀는데도 말이다. 알렉산데르 6세는 루이 14세보다 더 많은 공격을 받아 명예가 더럽혀졌다.”고 밝혔다.
율리오 2세는 생전에 알렉산데르 6세를 몹시 증오하였으나, 그가 교황으로 재임하는 동안 로마 및 로마냐의 귀족 및 성직자들은 과거처럼 교황에 대해 감히 반기를 들지 않았던 것에 대해서는 알렉산데르 6세가 쌓아놓은 기초에 힘입은 것이 크다. 반대자에 대해서는 강경하게 대처하였던 율리오 2세와는 달리, 알렉산데르 6세는 불가피한 경우가 아닌 한 가능하면 교섭이나 외교적으로 문제를 해결하였다.

## 음란한 사생활
발렌시아 대주교의 사생아로 태어난 그는 수많은 정부를 두고 그 사이에서 16명의 사생아를 낳았다. 또 친딸 루크레치아와 근친상간을 하기도 했고 이 루크레치아가 아들을 낳았는데 그 아이의 아빠가 알렉산더 6세라는 주장도 있고 친오빠인 체자례라고도 한다.
또 교황청에 많은 매춘부들을 불러와 발가벗고 춤추게 했으며 가장 많은 창녀들을 상대한 남자를 골라내어 상을 주기까지했다.
이 시대에는 유럽 전역에 매독이 유행하였는데 교황과 그의 아들 추기경 체자례는 물론 교황의 정부들까지 매독에 걸렸다고 한다.

## 같이 보기
- 교황 관련 결혼과 불륜 기록
- 스페인 제국